# Стюарт, Мадлен
Мадлен (Мэделин) Стюарт (англ. Madeline Stuart); род. 1996) — австралийская модель с синдромом Дауна. Первая в мире профессиональная модель с такой болезнью.

## Биография
Родилась 13 ноября 1996 года в Брисбене.
Мадлен Стюарт впервые обратила на себя внимание средств массовой информации, рассказав о своей истории. В детстве, как и многие люди с синдромом Дауна, девочка страдала от лишнего веса. Мечтая в юные годы о подиуме, она исключила из рациона слишком калорийные и неполезные продукты, что помогло ей похудеть на 20 килограммов. Чтобы привести себя в форму, она плавала в бассейне, каталась на велосипеде, занималась танцами и физкультурой.
Твёрдое решение стать моделью приняла после посещения с матерью в 2014 году показа мод в Брисбене. Её целеустремлённость привлекла внимание СМИ, распространяясь также в интернете. Карьера Мадлен Стюарт началась в 2015 году, когда ее мать начала онлайн-кампанию с целью обеспечения дочери модельного контракта. Через короткое время Мадлен пришли предложения от различных брендов в мире моды. Были подписаны первые контракты с брендами Manifesta и everMaya. Позже она приняла участие в фотосессии наряда для невесты компании Rixey Manor в Вирджинии; дважды появлялась на подиуме Неделя моды в Нью-Йорке, став второй моделью с синдромом Дауна на этом мероприятии после Джейми Брюэр.
Стюарт использует свою популярность также для того, чтобы изменить отношение людей к страдающим синдромом Дауна. Живёт с мамой в Брисбене.